# Campeonato da Europa de Atletismo de 2016 - 400 m feminino
A prova dos 400 metros feminino do Campeonato da Europa de Atletismo de 2016 foi disputada entre os dias 6 e 8 de julho de 2016 no Estádio Olímpico de Amsterdã em Amesterdão,  nos Países Baixos. 

## Recordes
Antes desta competição, os recordes mundiais e do campeonato nesta prova eram os seguintes:
|                       | Nome        | Nacionalidade     | Tempo  | Local    | Data                  |
| --------------------- | ----------- | ----------------- | ------ | -------- | --------------------- |
| Recorde mundial       | Marita Koch | Alemanha Oriental | 47s 60 | Canberra | 6 de outubro de 1985  |
| Recorde do campeonato | Marita Koch | Alemanha Oriental | 48s 16 | Atenas   | 8 de setembro de 1982 |
| Recorde europeu       | Marita Koch | Alemanha Oriental | 47s 60 | Canberra | 6 de outubro de 1985  |

## Medalhistas
| Ouro                 | Prata             | Bronze              |
| Libania Grenot (ITA) | Floria Gueï (FRA) | Anyika Onuora (GBR) |

## Cronograma
Todos os horários são locais (UTC+2).
| Data       | Hora  | Evento    |
| ---------- | ----- | --------- |
| 6 de julho | 13:10 | Bateria   |
| 7 de julho | 17:35 | Semifinal |
| 8 de julho | 20:25 | Final     |

## Resultados

### Bateria
Qualificação: 3 atletas de cada bateria  (Q) mais os 4 melhores qualificados (q).
| Posição | Bateria | Raia | Atleta                   | Nacionalidade | Tempo | Notas                |
| ------- | ------- | ---- | ------------------------ | ------------- | ----- | -------------------- |
| 1       | 2       | 5    | Nicky van Leuveren       | Países Baixos | 52.45 | Q                    |
| 2       | 1       | 4    | Christine Ohuruogu       | Grã-Bretanha  | 52.69 | Q                    |
| 3       | 2       | 3    | Patrycja Wyciszkiewicz   | Polónia       | 52.79 | Q                    |
| 4       | 3       | 2    | Lisanne de Witte         | Países Baixos | 52.84 | Q                    |
| 5       | 2       | 6    | Adelina Pastor           | Roménia       | 53.03 | Q,                   |
| 6       | 2       | 8    | Benedicte Hauge          | Noruega       | 53.13 | q,                   |
| 7       | 1       | 6    | Gunta Latiševa-Cudare    | Letônia       | 53.36 | Q,                   |
| 8       | 1       | 5    | Aauri Lorena Bokesa      | Espanha       | 53.46 | Q                    |
| 9       | 1       | 7    | Maria Benedicta Chigbolu | Itália        | 53.51 | q                    |
| 10      | 3       | 6    | Irini Vasiliou           | Grécia        | 53.86 | Q                    |
| 11      | 3       | 4    | Sinead Denny             | Irlanda       | 53.95 | Q                    |
| 12      | 1       | 8    | Iveta Putálová           | Eslováquia    | 53.96 | q                    |
| 13      | 2       | 4    | Anna Vasiliou            | Grécia        | 53.98 | q                    |
| 14      | 2       | 7    | Laura Bueno              | Espanha       | 54.01 |                      |
| 15      | 1       | 2    | Sanda Belgyan            | Roménia       | 54.33 |                      |
| 16      | 3       | 5    | Ilona Usovich            | Bielorrússia  | 54.58 |                      |
| 17      | 3       | 3    | Marta Milani             | Itália        | 54.85 |                      |
| 18      | 1       | 3    | Claire Mooney            | Irlanda       | 55.66 |                      |
| 19      | 2       | 2    | Vijona Kryeziu           | Kosovo        | 56.04 | Recorde da temporada |
| 20      | 3       | 7    | Indira Terrero           | Espanha       | DNF   |                      |

### Semifinal
Qualificação: 2 atletas de cada bateria  (Q) mais os  2 melhores qualificados (q). 
| Posição | Bateria | Raia | Atleta                   | Nacionalidade | Tempo | Notas                |
| ------- | ------- | ---- | ------------------------ | ------------- | ----- | -------------------- |
| 1       | 3       | 3    | Libania Grenot*          | Itália        | 50.43 | Q, EL                |
| 2       | 1       | 4    | Floria Guei*             | França        | 51.01 | Q                    |
| 3       | 1       | 5    | Christine Ohuruogu       | Grã-Bretanha  | 51.35 | Q,                   |
| 4       | 3       | 6    | Małgorzata Hołub*        | Polónia       | 51.67 | Q,                   |
| 5       | 2       | 5    | Anyika Onuora*           | Grã-Bretanha  | 51.84 | Q                    |
| 6       | 1       | 7    | Nicky van Leuveren       | Países Baixos | 52.02 | q,                   |
| 7       | 2       | 6    | Tamara Salaški*          | Sérvia        | 52.27 | Q                    |
| 8       | 1       | 3    | Justyna Święty*          | Polónia       | 52.34 | q                    |
| 9       | 2       | 7    | Lisanne de Witte         | Países Baixos | 52.37 |                      |
| 10      | 3       | 7    | Aauri Lorena Bokesa      | Espanha       | 52.39 | Recorde da temporada |
| 11      | 2       | 3    | Ruth Sophia Spelmeyer*   | Alemanha      | 52.40 |                      |
| 12      | 3       | 4    | Cátia Azevedo*           | Portugal      | 52.46 |                      |
| 13      | 3       | 5    | Yuliya Olishevska*       | Ucrânia       | 52.54 |                      |
| 14      | 2       | 4    | Olha Zemlyak*            | Ucrânia       | 52.58 |                      |
| 14      | 3       | 8    | Irini Vasiliou           | Grécia        | 52.58 |                      |
| 16      | 1       | 8    | Maria Benedicta Chigbolu | Itália        | 52.69 |                      |
| 17      | 3       | 2    | Adelina Pastor           | Roménia       | 52.90 | SB                   |
| 18      | 2       | 8    | Patrycja Wyciszkiewicz   | Polónia       | 52.92 |                      |
| 19      | 1       | 6    | Olha Bibik*              | Ucrânia       | 53.02 |                      |
| 20      | 1       | 2    | Gunta Latiševa-Cudare    | Letônia       | 53.11 | Recorde da temporada |
| 21      | 3       | 1    | Sinead Denny             | Irlanda       | 53.27 |                      |
| 22      | 1       | 1    | Anna Vasiliou            | Grécia        | 53.77 |                      |
| 23      | 2       | 2    | Iveta Putálová           | Eslováquia    | 54.04 |                      |
| 24      | 2       | 1    | Benedicte Hauge          | Noruega       | 54.50 |                      |

*Atletas que entraram direto nas  semifinais

### Final

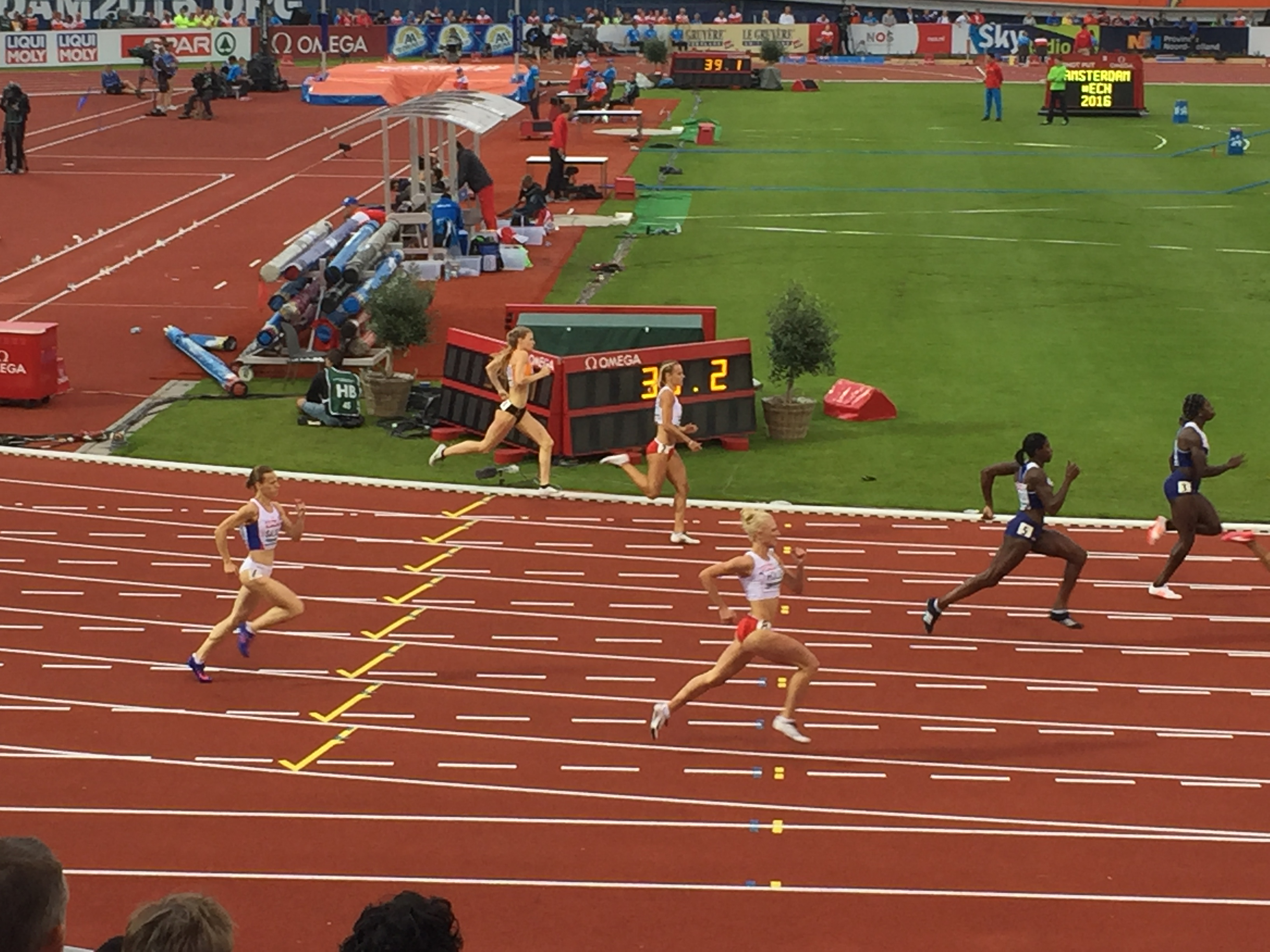
A final

| Posição           | Raia | Atleta             | Nacionalidade | Tempo | Notas                |
| ----------------- | ---- | ------------------ | ------------- | ----- | -------------------- |
| Medalha de ouro   | 6    | Libania Grenot     | Itália        | 50.73 |                      |
| Medalha de prata  | 4    | Floria Guei        | França        | 51.21 |                      |
| Medalha de bronze | 3    | Anyika Onuora      | Grã-Bretanha  | 51.47 | Recorde da temporada |
| 4                 | 5    | Christine Ohuruogu | Grã-Bretanha  | 51.55 |                      |
| 5                 | 8    | Małgorzata Hołub   | Polónia       | 51.89 |                      |
| 6                 | 2    | Justyna Święty     | Polónia       | 51.96 |                      |
| 7                 | 7    | Tamara Salaški     | Sérvia        | 52.23 |                      |
| 8                 | 1    | Nicky van Leuveren | Países Baixos | 52.76 |                      |

Legenda
| Recorde mundial       | Recorde mundial (World record)               |                       | Recorde africano                      | Recorde africano (African) |                                           | Q | Classificado por posição (Qualified) |
| Recorde do campeonato | Recorde do campeonato (Championship record)  | Recorde da América    | Recorde da América (Americas)         | q                          | Classificado por melhor tempo (Qualified) |   |                                      |
| Melhor marca do ano   | Melhor marca do ano (World leading)          | Recorde asiático      | Recorde asiático (Asian)              | DNS                        | Não largou (Did not start)                |   |                                      |
| Recorde nacional      | Recorde nacional (National record)           | Recorde europeu       | Recorde europeu (European)            | DNF                        | Não terminou (Did not finish)             |   |                                      |
| Recorde pessoal       | Recorde pessoal do atleta (Personal best)    | Recorde da Oceania    | Recorde da Oceania (Oceania)          | DSQ / DQ                   | Desclassificado (Disqualified)            |   |                                      |
| Recorde da temporada  | Recorde da temporada do atleta (Season best) | Recorde sul-americano | Recorde sul-americano (South America) | NM                         | Sem marca (No mark)                       |   |                                      |